# Psychotria leucocentron
Psychotria leucocentron är en måreväxtart som beskrevs av Karl Moritz Schumann. Psychotria leucocentron ingår i släktet Psychotria och familjen måreväxter. Inga underarter finns listade i Catalogue of Life.